# Friedrich Albert Zorn

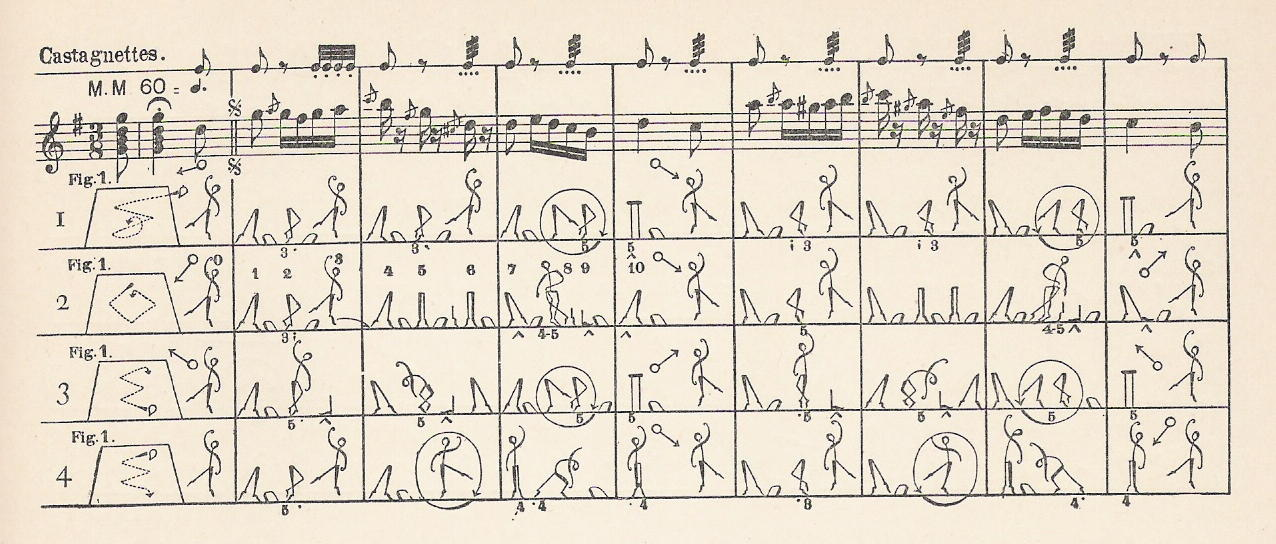
Tanznotation für La Cachucha von Friedrich Albert Zorn

Friedrich Albert Zorn (* 3. April 1816 in Kempten (Allgäu); † April 1895 in Odessa) war Tänzer, Choreograf und Tanztheoretiker.

## Leben
Über Zorns Ausbildung in Dresden und Leipzig und seinen beruflichen Weg über Hannover und Hamburg nach Christiania und über Paris nach Odessa ist wenig bekannt. Bereits als 16-Jähriger kam er nach Odessa, wo er von Februar 1840 bis 1887 Lehrer am Kaiserlichen Russischen Richelieu-Gymnasium. Wie aus dem Vorwort zu seiner Grammatik der Tanzkunst hervorgeht, unternahm er zahlreiche Reisen nach ganz Europa, um sich mit Tanzlehrern zu treffen und zu beraten. So traf er 1855 mit Paul Taglioni in Berlin zusammen. Dort war zur selben Zeit auch Amint Freising als Figurant tätig. Mit Arthur Saint-Léon stand er mehrere Jahre in Briefkontakt. Ebenso stand mit Tanzlehrer-Kollegen in Königsberg und Leipzig in Kontakt; ob er auch selbst dort als Tanzlehrer tätig war, ist nicht bekannt.

## DieGrammatik der Tanzkunst
Am 24. und 25. Mai 1885 legte Zorn der Akademie der Tanzlehrkunst in Berlin unter dem Vorsitz von Amint Freising nach 50-jähriger Arbeit seine Grammatik der Tanzkunst vor.
Am 29. und 30. Mai 1887 wurde auf der Jahreshauptversammlung der Akademie beschlossen, dass jedes Mitglied ein Exemplar erhalten und einen schriftlichen Kommentar abgeben sollte, was zu Verbesserungen in späteren Auflagen dienen sollte.
1887 erschien dieses Amint Freising gewidmete Werk in Leipzig. Darin beschreibt Zorn die Tanzkunst seiner Zeit und erklärte seine Tanznotation, welche auf dem Notationssystem Arthur Saint-Léons basiert. Zorns Tanztheorie beruht auf der Zusammenarbeit mit Paul Taglioni und Saint-Léon. Er beschreibt die Quadrille, die Polonaise und zahlreiche andere Nationaltänze, wie sie auf den öffentlichen Bällen und häuslichen Gesellschaften seiner Zeit getanzt wurden. Zudem beschreibt er auch einige Tänze der vorhergehenden Generation, wie etwa eine Gavotte von Auguste Vestris, sowie auch eine Version von La Cachucha, welche durch Fanny Elssler in Jean Corallis Ballett Le Diable boiteux berühmt wurde. Des Weiteren gehörte im 19. Jahrhundert auch noch das Menuett zur Ausbildung, welches ebenfalls bei Zorn in einer der damals üblichen Versionen beschrieben wurde.
Abgesehen davon ist Zorns Grammatik der Tanzkunst auch eine interessante Quelle zum Volkstanz, wie er in seiner stilisierten Form Eingang in die Bälle der städtischen Bevölkerung gefunden hatte (Tyrolienne, Steirischer, Rheinländer, Redowaczka, Krakowiak u. a.).
Sein Buch wurde 1905 ins Englische (Grammar of the Art of Dancing) übersetzt. Beide Ausgaben erschienen in mehreren Auflagen.

## Schriften
- Grammatik der Tanzkunst. Theoretischer und praktischer Unterricht in der Tanzkunst und Tanzschreibkunst oder Choreographie nebst Atlas mit Zeichnungen und musikalischen Übungs-Beispielen mit choreographischer Bezeichnung und einem besonderen Notenheft für den Musiker, Leipzig: J. J. Weber, 1887; Reprint: Hildesheim: OLMS, 1982.
- Grammar of the Art of Dancing, theoretical and practical; lessons in the arts of dancing and dance writing (choreography) with drawings, musical examples, choregraphic symblos, and special music scores, translated from the German of Friedrich Albert Zorn, übersetzt von Alfonso Josephs Sheafe, Boston, Mass.: Heintzemann-Press, 1905.